# Yurikamome
De Yurikamome (Japans: 新交通ゆりかもめ, Shinkōtsū Yurikamome) is een volledig geautomatiseerde bandenmetrolijn in de Japanse hoofdstad Tokio. De lijn wordt beheerd door Yurikamome, Inc. en verbindt station Shimbashi in Minato met station Toyosu in Koto. Het traject dat in zijn geheel boven straatniveau ligt is in totaal 14,7 kilometer lang. De lijn dankt zijn naam aan de kokmeeuw (yurikamome in het Japans), die vaak in de Baai van Tokio wordt waargenomen en tevens het symbool van de prefectuur is.

## Tracé

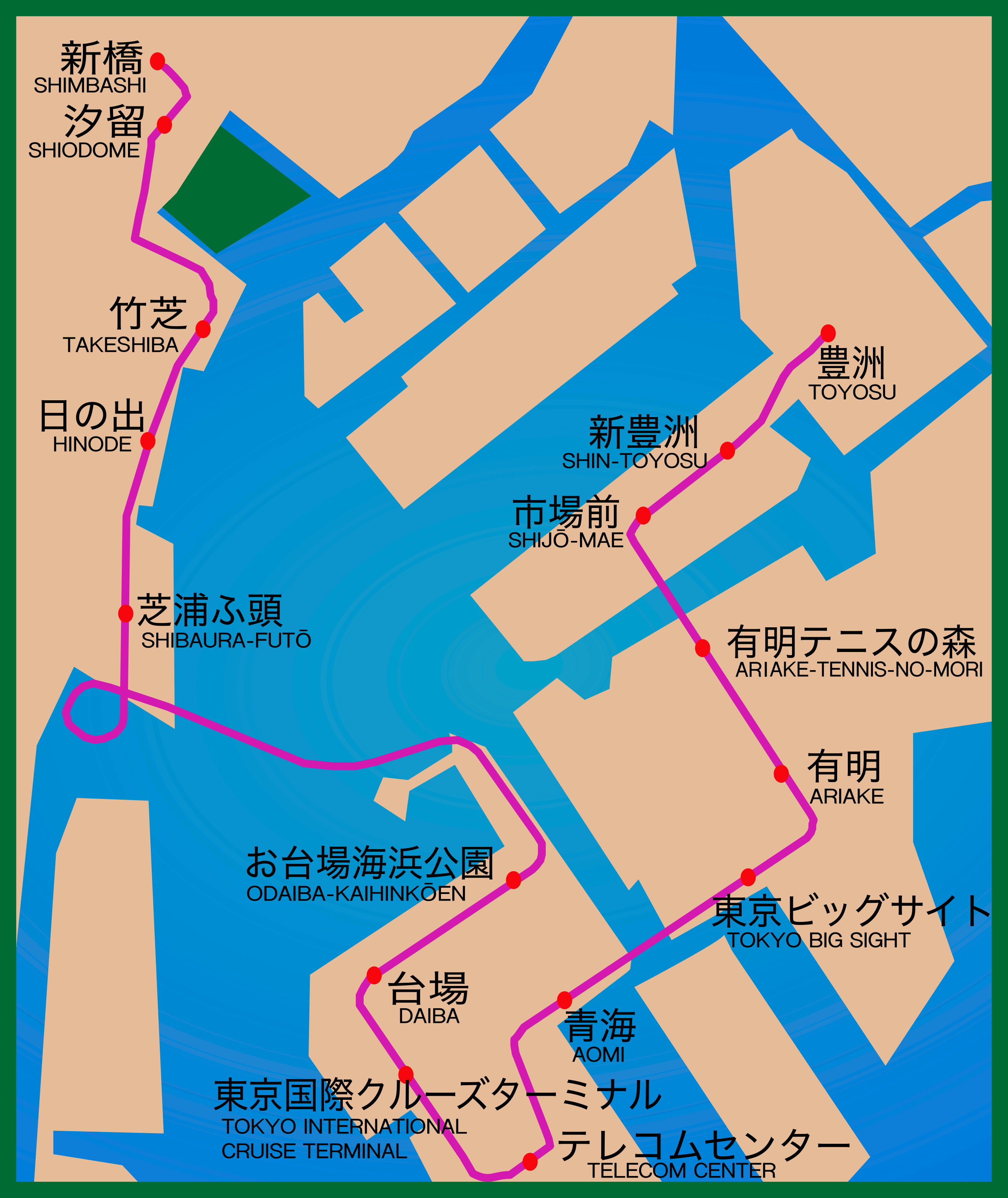
route van de Yurikamome

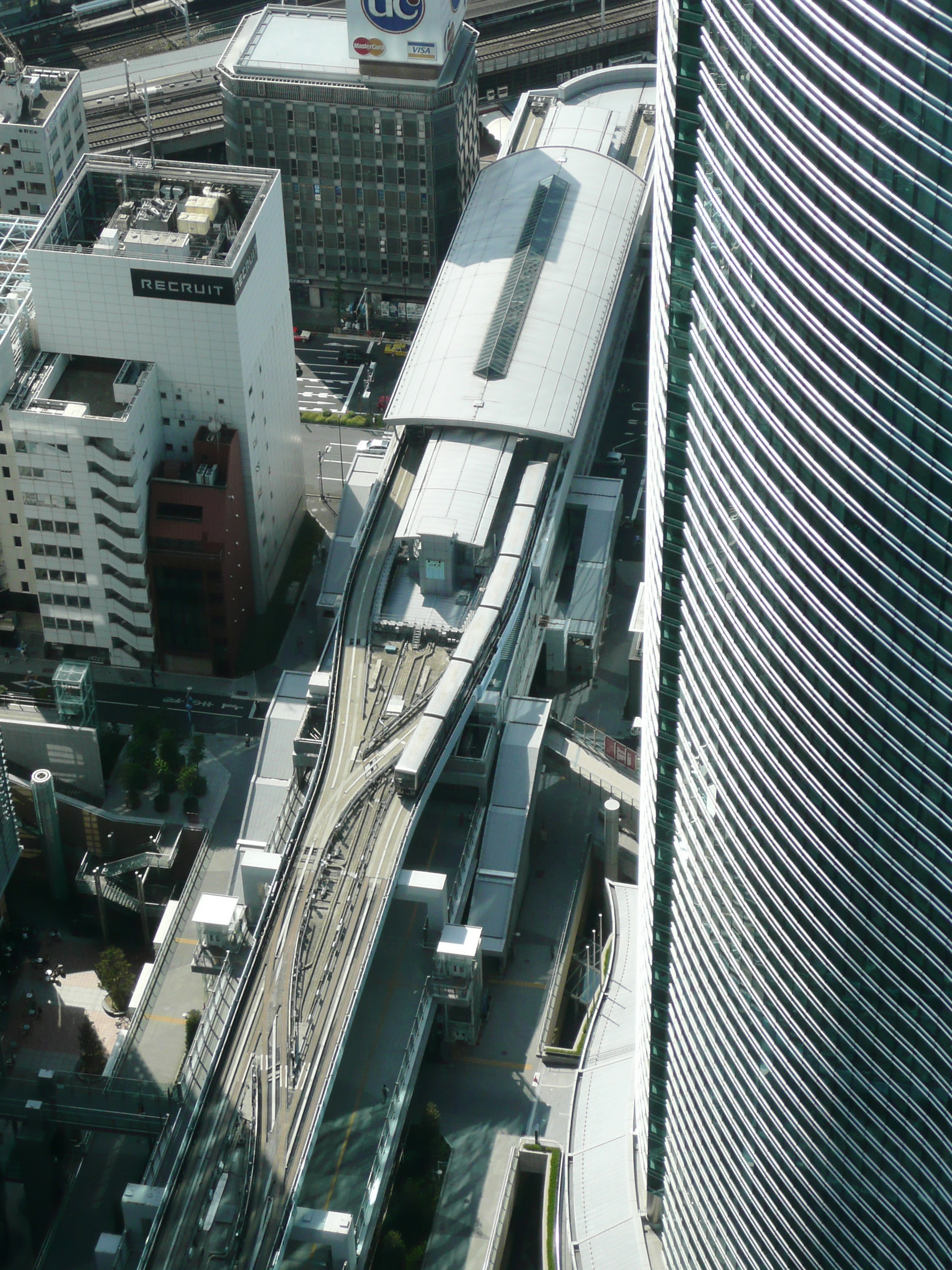
luchtfoto van station Shimbashi

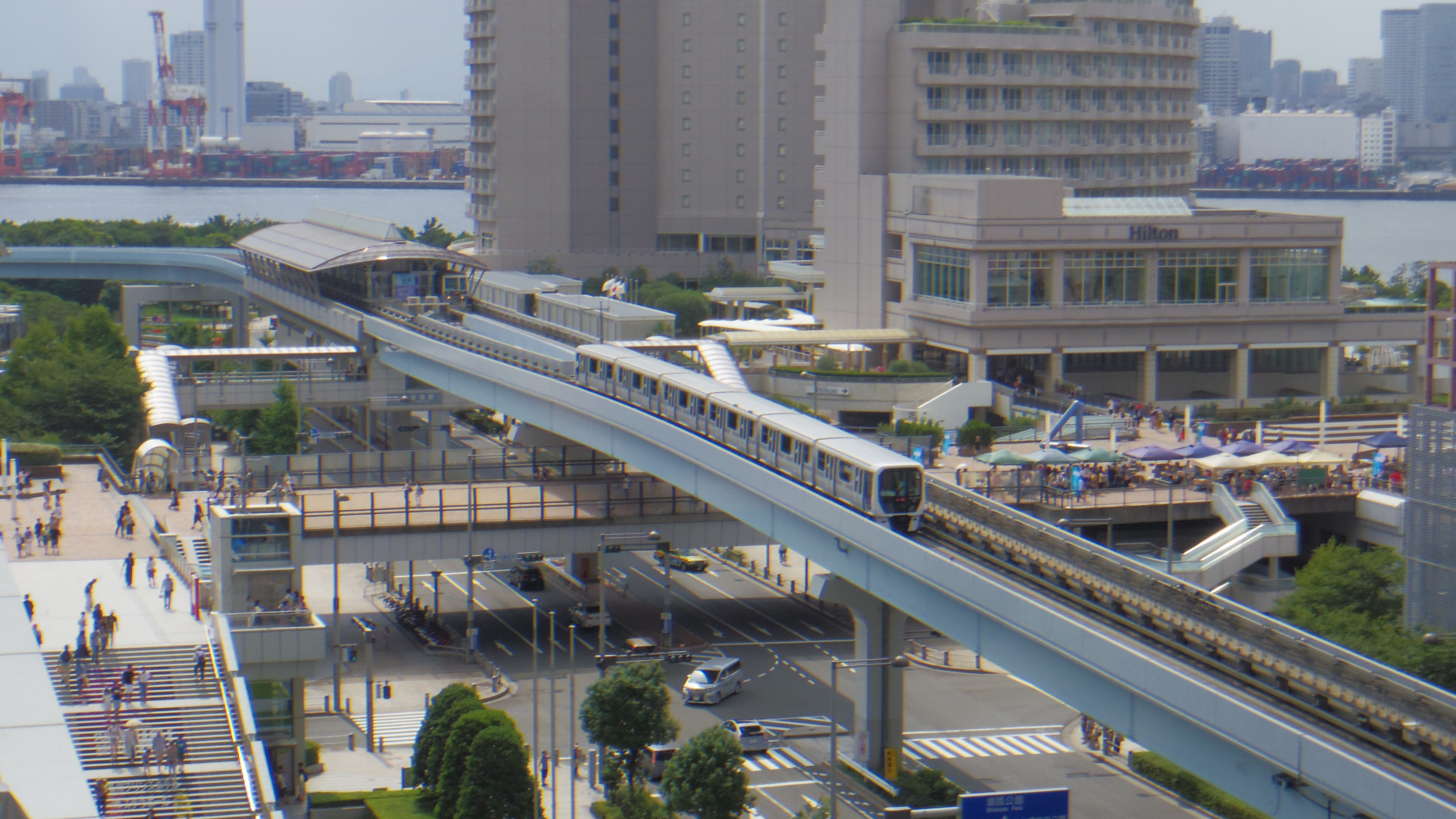
zicht op station Daiba

### Verloop
De Yurikamome rijdt volledig op een verhoogd traject. Station Shimbashi in Minato is het westelijke eind- en beginpunt van de lijn. Vanuit daar gaat de Yurikamome zuidwaarts en loopt parallel aan de monding van de Sumida in de Baai van Tokio. Bij de Rainbow Bridge maakt de lijn een lus en steekt hij oostwaarts het water over naar het kunstmatige eiland Odaiba. Op Odaiba slingert de Yurikamome door het stedelijk centrum van Tokyo Rinkai-fukutoshin. Daarbij kruist hij voor de eerste keer de Rinkailijn en passeert hij onder meer de internationale cruiseterminal van Tokio. De lijn gaat vervolgens in oostelijke richting verder naar Ariake. Na het passeren van de Tokyo Big Sight buigt de Yurikamome af naar het noorden. Voorbij station Ariake kruist hij opnieuw de Rinkailijn en na station Ariake Tennis no Mori steekt hij het water over naar het stadsdeel Toyosu. Daar vervolgt de lijn zijn verloop naar het oostelijke eind- en beginpunt station Toyosu in Koto. De route is in totaal 14,7 kilometer lang.

### Stations
De lijn telt zestien stations. Zij hebben sinds 2006 elk een eigen omroepstem die is ingesproken door Japanse stemacteurs. Ten zuiden van de Tokyo Big Sight bevindt zich het rangeerterrein.
| Station | Station                             | Afstand (in km) | Wijk   | Stemacteur         |
| ------- | ----------------------------------- | --------------- | ------ | ------------------ |
| U-01    | Shimbashi                           | 0               | Minato | Masumi Asano       |
| U-02    | Shiodome                            | 0,4             | Minato | Hiro Shimono       |
| U-03    | Takeshiba                           | 1,6             | Minato | Chiaki Takahashi   |
| U-04    | Hinode                              | 2,2             | Minato | Yurika Ochiai      |
| U-05    | Shibaura-Futo                       | 3,1             | Minato | Maria Yamamoto     |
| U-06    | Odaiba-Kaihinkoen                   | 7,0             | Minato | Kenichi Suzumura   |
| U-07    | Daiba                               | 7,8             | Minato | Toshiyuki Morikawa |
| U-08    | Tokyo International Cruise Terminal | 8,4             | Koto   | Motoki Takagi      |
| U-09    | Telecom Center                      | 9,2             | Koto   | Kaori Mizuhashi    |
| U-10    | Aomi                                | 10,2            | Koto   | Kosuke Toriumi     |
| U-11    | Tokyo Big Sight                     | 11,3            | Koto   | Mikako Takahashi   |
| U-12    | Ariake                              | 12,0            | Koto   | Mai Nakahara       |
| U-13    | Ariake Tennis no Mori               | 12,7            | Koto   | Chihiro Suzuki     |
| U-14    | Shijo-mae                           | 13,5            | Koto   | Tatsuhisa Suzuki   |
| U-15    | Shin-Toyosu                         | 14,0            | Koto   | Natsuko Kuwatani   |
| U-16    | Toyosu                              | 14,7            | Koto   | Soichiro Hoshi     |

## Technologie
De Yurikamome is Tokio's eerste volledig geautomatiseerde transportsysteem. De treinen zijn van het type Crystal Mover van Mitsubishi Heavy Industries. Ze worden door een computer bestuurd en er zijn geen conducteurs aan boord. De Yurikamome lijkt in uiterlijk op een monorail, maar het is een bandenmetro. De treinen rijden op banden over een betonnen spoor en worden geleid door de zijwanden. De Yurikamome is overigens niet het eerste automatische transportsysteem van Japan; in 1981 werd in Kobe de Port Liner geopend.